# Carabus hemprichi
Carabus (Lamprostus) hemprichi – gatunek chrząszcza z rodziny biegaczowatych i podrodziny Carabinae.
Gatunek ten został opisany w 1826 roku przez Pierre’a F.M.A. Dejeana.
Chrząszcz o ciele długości od 31 do 37 mm. Warga górna podzielona na dwa płaty. Przedplecze smuklejsze niż u C. syrus, w tylnych kątach zaokrąglone. Brzegi przedplecza bez punktów szczeciowych. Pokrywy gładkie, w widoku bocznym bardziej zaokrąglone niż u C. syrus.  Samce o trzech członach stóp przednich rozszerzonych.
Zasiedla zadrzewienia, batha i pola uprawne.
Wykazany z północno-wschodniej Turcji, Libanu, zachodniej Syrii i północnego oraz środkowego Izraela po Jerozolimę na południu.
Wyróżnia się 6 podgatunków tego biegacza:
- Carabus hemprichi cheikhermonensis Deuve, 1992
- Carabus hemprichi damascenus Lapouge, 1924
- Carabus hemprichi elonensis Schweiger, 1970
- Carabus hemprichi hemprichi Dejean, 1826
- Carabus hemprichi propheta Rapuzzi, 1995
- Carabus hemprichi sidonius Lapouge, 1907

Niektórzy badacze wyróżniają osobny gatunek Carabus sidonius obejmujący także podgatunki C. s. cheikhermonensis i C. s. elonensis.